# 胡玮炜
胡玮炜（1982年—），浙江东阳人，是一位中国女企业家，摩拜单车聯合创始人及前总裁。

## 生平
1982年出生在浙江东阳，父母经商，浙江城市学院（民办三本）本科毕业后进入《每日经济新闻》担任一名汽车领域记者，曾创办科技媒体「极客汽车」并担任CEO，还曾在《新京报》，极客公园和腾讯等公司任职。2014年成立摩拜单车项目。2015年1月创建北京摩拜科技有限公司，自建工厂生产旗下产品摩拜单车。2018年12月23日，胡玮炜因个人原因辞去摩拜CEO职位，由公司总裁刘禹接任CEO一职。
2019年和刘禹共同成立上海考瑞科技发展有限公司，刘禹任法定代表人，胡玮炜任监事。